# Ochna hiernii
Ochna hiernii là một loài thực vật có hoa trong họ Ochnaceae. Loài này được (Tiegh.) Exell mô tả khoa học đầu tiên năm 1927.